# John Hoskins Stone
John Hoskins Stone, född 1750 i Charles County, Maryland, död 5 oktober 1804 i Annapolis, Maryland, var en amerikansk federalistisk politiker. Han var Marylands guvernör 1794–1797.
År 1778 tjänstgjorde Stone som statsrevisor (Auditor General) i staten Maryland. 1785–1787 representerade han Charles County i Marylands delegathus och åren 1792–1795 satt han i Annapolis stadsfullmäktige. I amerikanska revolutionskriget tjänstgjorde han som överste i kontinentala armén.
Stone efterträdde 1794 Thomas Sim Lee som guvernör och efterträddes 1797 av John Henry.